# Řeholní kanovnice Božího hrobu
Řeholní kanovnice Božího hrobu (též Kanovnice Božího hrobu, Ochránkyně Božího hrobu, Sepulchrinky) je ženský kanovnický řád řeholí sv. Augustina, založený jako ženská odnož řádu kanovníků Božího hrobu. Prvním známým klášterem je Světec v Čechách (dnes z něj zbývá kostel sv. Jakuba a zámek postavený na místě původního kláštera), založený roku 1227, dodnes má řád 29 převorství po celém světě. Tyto kláštery jsou na sobě právně nezávislé (sui iuris), spojené společnou spiritualitou a většinou i začleněním do Asociace Kanovnic Božího hrobu.

## Kláštery Kanovnic Božího hrobu ve světě
- Belgie:
  - Hasselt-Kuringen, Opatství Herkenrode
  - Turnhout, Převorství Sv. Hrobu v Jeruzalémě
  - Bruggy, Opatství sv. Truda
- Nizozemí:
  - Sint-Odiliënberg, provincie Limburg
  - Nijmegen,
  - Maarssen, provincie Utrecht
- Španělsko:
  - Zaragoza, Klášter Zmrtvýchvstání Páně
- Anglie:
  - Boreham poblíž Chelmsfordu, škola New Hall
- Brazílie:
  - Holambra, Převorství Lumen Christi
- Demokratická republika Kongo:
  - Mirhi-Bukavu, Převorství Zmrtvýchvstání
- Rwanda:
  - Masaka, Převorství Zmrtvýchvstání